# 58. ceremonia wręczenia nagród Brytyjskiej Akademii Filmowej
58. ceremonia rozdania nagród Brytyjskiej Akademii Sztuk Filmowych i Telewizyjnych miała miejsce 12 lutego 2005 roku. Najlepszym filmem okazał się Aviator, który zdobył 4 statuetki.

## Laureaci
Laureaci oznaczeni są wytłuszczeniem

### Najlepszy film
- Aviator
- Zakochany bez pamięci
- Marzyciel
- Dzienniki motocyklowe
- Vera Drake

### Najlepszy brytyjski film
- Lato miłości
- Buty nieboszczyka
- Harry Potter i więzień Azkabanu
- Wysyp żywych trupów
- Vera Drake

### Najlepszy film zagraniczny
- Dzienniki motocyklowe, Argentyna/USA/Kuba/Niemcy
- Pan od muzyki, Francja
- Złe wychowanie, Hiszpania
- Dom latających sztyletów, Chiny
- Bardzo długie zaręczyny, Francja

### Najlepszy reżyser
- Mike Leigh – Vera Drake
- Marc Forster – Marzyciel
- Michel Gondry – Zakochany bez pamięci
- Michael Mann – Zakładnik
- Martin Scorsese – Aviator

### Najlepszy aktor
- Jamie Foxx – Ray
- Gael García Bernal – Dzienniki motocyklowe
- Jim Carrey – Zakochany bez pamięci
- Johnny Depp – Marzyciel
- Leonardo DiCaprio – Aviator

### Najlepsza aktorka
- Imelda Staunton – Vera Drake
- Charlize Theron – Monster
- Kate Winslet – Zakochany bez pamięci
- Kate Winslet – Marzyciel
- Zhang Ziyi – Dom latających sztyletów

### Najlepszy aktor drugoplanowy
- Clive Owen – Bliżej
- Alan Alda – Aviator
- Philip Davis – Vera Drake
- Jamie Foxx – Zakładnik
- Rodrigo de la Serna – Dzienniki motocyklowe

### Najlepsza aktorka drugoplanowa
- Cate Blanchett – Aviator
- Julie Christie – Marzyciel
- Heather Craney – Vera Drake
- Natalie Portman – Bliżej
- Meryl Streep – Kandydat

### Najlepszy scenariusz oryginalny
- Charlie Kaufman – Zakochany bez pamięci
- John Logan Aviator
- Stuart Beattie – Zakładnik
- James L. White – Ray
- Mike Leigh – Vera Drake

### Najlepszy scenariusz adaptowany
- Alexander Payne, Jim Taylor – Bezdroża
- Christophe Barratier, Philippe Lopes-Curval – Pan od muzyki
- Patrick Marber – Bliżej
- David Magee – Marzyciel
- José Rivera – Dzienniki motocyklowe

### Najlepsza muzyka
- Gustavo Santaolalla – Dzienniki motocyklowe
- Howard Shore – Aviator
- Bruno Coulais – Pan od muzyki
- Jan A.P. Kaczmarek – Marzyciel
- Craig Armstrong – Ray

### Najlepsze zdjęcia
- Dion Beebe, Paul Cameron – Zakładnik
- Robert Richardson – Aviator
- Eric Gautier – Dzienniki motocyklowe
- Roberto Schaefer – Marzyciel
- Zhao Xiaodinge – Dom latających sztyletów

### Najlepszy montaż
- Valdís Óskarsdóttir – Zakochany bez pamięci
- Thelma Schoonmaker – Aviator
- Jim Miller, Paul Rubell – Zakładnik
- Long Cheng – Dom latających sztyletów
- Jim Clark – Vera Drake

### Najlepsza scenografia
- Dante Ferretti – Aviator
- Gemma Jackson – Marzyciel
- Stuart Craig – Harry Potter i więzień Azkabanu
- Tingxiao Huo – Dom latających sztyletów
- Eve Stewart – Vera Drake

### Najlepsze kostiumy
- Jacqueline Durran – Vera Drake
- Sandy Powell – Aviator
- Alexandra Byrne – Marzyciel
- Sammy Sheldon – Kupiec wenecki
- Emi Wada – Dom latających sztyletów

### Najlepszy dźwięk
- Scott Millan, Greg Orloff, Bob Beemer, Steve Cantamessa, Karen Baker Landers i Per Hallberg – Ray
- Tom Fleischman, Petur Hliddal, Eugene Geart i Philip Stockton – Aviator
- Elliott L Koretz, Lee Orloff, Michael Minkler i Myron Nettinga – Zakładnik
- Tao Jing i Roger Savage – Dom latających sztyletów
- Kevin O’Connell, Greg P. Russell, Jeffrey J. Haboush i Joseph Geisinger – Spider-Man 2

### Najlepsze efekty specjalne
- Karen E. Goulekas, Neil Corbould, Greg Strause i Remo Balcells – Pojutrze
- Rob Legato, Pete Travers, Matthew Gratzner i R. Bruce Steinheimer – Aviator
- Roger Guyett, Tim Burke, John Richardson i Bill George – Harry Potter i więzień Azkabanu
- Angie Lam, Andy Brown, Kirsty Millar i Luke Hetherington – Dom latających sztyletów
- John Dykstra, Scott Stokdyk, Anthony LaMolinara i John Frazier – Spider-Man 2

### Najlepsza charakteryzacja
- Morag Ross, Kathryn Blondell i Sian Grigg – Aviator
- Christine Blundell – Marzyciel
- Amanda Knight, Eithne Fennell i Nick Dudman – Harry Potter i więzień Azkabanu
- Kwan Lee-Na, Yang Xiaohai i Chau Siu-Mui – Dom latających sztyletów
- Christine Blundell – Vera Drake

### Najlepszy krótkometrażowy film animowany
- Birthday Boy
- City Paradise
- Heavy pocket
- His Passionate Bride
- Little Things

### Najlepszy film krótkometrażowy
- The Banker
- Six shooter
- Knitting a Love Song
- Elephant Boy
- Can’t stop Breathing

### Nagroda Publiczności
- Harry Potter i więzień Azkabanu

## Podsumowanie
Laureaci

Nagroda / Nominacja
- 4 / 14 Aviator
- 3 / 11 Vera Drake
- 2 / 4 Ray
- 2 / 6 Zakochany bez pamięci
- 2 / 7 Dzienniki motocyklowe
- 1 / 1 Bezdroża
- 1 / 3 Bliżej
- 1 / 6 Zakładnik

Przegrani
- 0 / 2 Spider-Man 2
- 0 / 3 Pan od muzyki
- 0 / 4 Harry Potter i więzień Azkabanu
- 0 / 9 Dom latających sztyletów
- 0 / 11 Marzyciel